# أبريكتوصور
الأبريكتوصور (الاسم العلمي: Abrictosaurus)، هو ديناصور صغير عاش في العصر الجوراسي وقد كان يقتات على النباتات، وهو من الديناصورات التي تمشي على ارجلها الخلفية وقد عرف عن الأبريكتوصور انه عداء سريع جداً ووزنه غير محدد إضافة إلى طوله 1,3 متر والارتفاع 35 سنتم. وجد هيكله العظمي في أفريقيا.